# John Sessions
John Gibb Marshall (Largs, 11 de enero de 1953 – Londres, 2 de noviembre de 2020), más conocido como John Sessions, fue un actor y comediante británico.

## Biografía
Sessions obtuvo reconocimiento en su país por sus rutinas de improvisación en el programa de televisión de comedia Whose Line Is It Anyway?, por su labor como panelista en el programa de concurso QI y por su aparición en producciones cinematográficas en el Reino Unido y en Hollywood, entre las que destacan Pinocho, la leyenda, Pandillas de Nueva York, La dama de hierro y Filth.
El actor falleció a causa de un paro cardíaco en su residencia en Londres el 2 de noviembre de 2020. Un día después de su muerte, el comediante y libretista Danny Baker lo describió como "una gran compañía y un talento verdadero". El equipo de producción del programa QI destacó su "increíble ingenio y conocimiento enciclopédico, el cual jugó un gran papel importante en la historia del show".

## Filmografía

### Cine
| Año  | Título                      | Papel                         | Notas |
| ---- | --------------------------- | ----------------------------- | ----- |
| 1982 | The Sender                  | Paciente                      |       |
| 1984 | The Bounty                  | Steward John Smith            |       |
| 1986 | Whoops Apocalypse           | Sr. Sweetzer                  |       |
| 1986 | Sky Bandits                 | Flight                        |       |
| 1986 | Castaway                    | Hombre en el bar              |       |
| 1989 | Henry V                     | Macmorris                     |       |
| 1990 | Sweet Revenge               | John Michaels                 |       |
| 1991 | The Pope Must Die           | Dino                          |       |
| 1992 | Freddie as F.R.O.7          | Scotty                        | Voz   |
| 1994 | Princess Caraboo            | Príncipe                      |       |
| 1995 | In the Bleak Midwinter      | Terry Du Bois                 |       |
| 1996 | The Adventures of Pinocchio | Profesor                      |       |
| 1997 | My Night with Reg           | Daniel                        |       |
| 1998 | The Scarlet Tunic           | Humphrey Gould                |       |
| 1998 | Cousin Bette                | Director                      |       |
| 1999 | A Midsummer Night's Dream   | Philostrate                   |       |
| 1999 | Faeries                     | Chudley                       | Voz   |
| 2000 | One of the Hollywood Ten    | Paul Jarrico                  |       |
| 2001 | The Kingdom of Bones        | William Rutherford            |       |
| 2001 | High Heels and Low Lifes    | Director                      |       |
| 2002 | Gangs of New York           | Harry Watkins / Lincoln       |       |
| 2004 | Hawking                     | Dennis Sciama                 |       |
| 2004 | Stella Street: The Movie    | Varios                        |       |
| 2004 | Lighthouse Hill             | Sr. Reynard                   |       |
| 2004 | The Merchant of Venice      | Salerio                       |       |
| 2004 | Five Children and It        | Peasemarsh                    |       |
| 2005 | Rag Tale                    | Felix Miles Sty               |       |
| 2006 | The Good Shepherd           | Valentin Mironov / Yuri Modin |       |
| 2007 | Intervention                | Joe                           |       |
| 2008 | Inconceivable               | Finbar "Finn" Darrow          |       |
| 2009 | The Last Station            | Dr. Dušan Makovický           |       |
| 2009 | Nativity                    | Sr. Lore                      |       |
| 2010 | Made in Dagenham            | Harold Wilson                 |       |
| 2010 | The Making of Plus One      | Derek                         |       |
| 2011 | The Iron Lady               | Edward Heath                  |       |
| 2012 | The Domino Effect           | Presentador                   |       |
| 2013 | Filth                       | Bob Toal                      |       |
| 2014 | Pudsey: The Movie           | Thorne                        |       |
| 2014 | The Silent Storm            | Sr. Smith                     |       |
| 2015 | Mr. Holmes                  | Mycroft Holmes                |       |
| 2015 | Legend                      | Lord Boothby                  |       |
| 2016 | Florence Foster Jenkins     | Dr. Hermann                   |       |
| 2016 | Denial                      | Richard J. Evans              |       |
| 2017 | Finding Your Feet           | Mike                          |       |
| 2017 | Loving Vincent              | Julien Tanguy                 | Voz   |

### Televisión
| Año       | Título                                               | Papel                           | Notas                      |
| --------- | ---------------------------------------------------- | ------------------------------- | -------------------------- |
| 1984      | Danger: Marmalade at Work                            | Scorpion                        | 2 episodios                |
| 1984      | Laugh??? I Nearly Paid My Licence Fee                | Varios                          | También escritor           |
| 1985      | Happy Families                                       | Dean                            | 1 episodio                 |
| 1985      | Tender Is the Night                                  | Scot                            | 1 episodio                 |
| 1986      | Boon                                                 | Barney Spitz                    | 1 episodio                 |
| 1986      | Spitting Image                                       | Varios                          | 13 episodios               |
| 1986      | Girls on Top                                         | Rodney                          | 1 episodio                 |
| 1986      | The Madness Museum                                   | Dr. Arthur Foulis Uwins         | Telefilme                  |
| 1987      | Porterhouse Blue                                     | Zipser                          | 3 episodios                |
| 1988      | Menace Unseen                                        | Larry Knight                    | 3 episodios                |
| 1988-1991 | Whose Line Is It Anyway?                             | Él mismo                        | 24 episodios               |
| 1989      | Agatha Christie's Poirot                             |                                 | 1 episodio                 |
| 1989      | A Day in Summer                                      | Croser                          | Telefilme                  |
| 1990      | One Foot in the Grave                                |                                 | 1 episodio                 |
| 1990      | Die Fledermaus                                       | Frosch                          | Telefilme                  |
| 1991      | The New Statesman                                    | Penistone                       | 1 episodio                 |
| 1991      | John Sessions' Tall Tales                            | Varios                          | 6 episodios                |
| 1991      | Jute City                                            | McMurdo                         | 3 episodios                |
| 1992      | Life with Eliza                                      | Eliza’s husband                 | 12 episodios               |
| 1993      | Screenplay                                           | James Boswell                   | 1 episodio                 |
| 1994      | Citizen Locke                                        | John Locke                      | Telefilme                  |
| 1994      | John Sessions' Likely Stories                        | Varios                          | 6 episodios                |
| 1994      | Nice Day at the Office                               | Tippit                          | 6 episodios                |
| 1997      | The History of Tom Jones: A Foundling                | Henry Fielding                  | 5 episodios                |
| 1997–2000 | Stella Street                                        | Varios                          | También creador y escritor |
| 1998      | In the Red                                           | Hercules Fortescue              | 3 episodios                |
| 1998      | Queen's Park Story                                   | The Owl                         | Telefilme                  |
| 2000      | Gormenghast                                          | Dr. Alfred Prunesquallor        | 4 episodios                |
| 2001      | Murder Rooms: The Dark Beginnings of Sherlock Holmes | Prof. Rutherford                | 1 episodio                 |
| 2001      | Randall and Hopkirk                                  | Combe Fishacre                  | 1 episodio                 |
| 2001–2002 | Death Comes to Time                                  | General Tannis                  | 5 episodios                |
| 2002      | The Inspector Lynley Mysteries                       | John Corntel                    | 1 episodio                 |
| 2002      | George Eliot: A Scandalous Life                      | George Henry Lewes              | Telefilme                  |
| 2002      | Dalziel and Pascoe                                   | Charlie Penn                    | 2 episodios                |
| 2002–2005 | Judge John Deed                                      | Brian Cantwell                  | 3 episodios                |
| 2003      | Midsomer Murders                                     | Barrett Filby                   | 1 episodio                 |
| 2003      | That'll Teach 'Em Series 1                           | Narrador                        | 5 episodios                |
| 2003      | The Lost Prince                                      | Sr. Hansell                     | Telefilme                  |
| 2003–2012 | QI                                                   | Él mismo                        | 10 episodios               |
| 2004      | The Legend of the Tamworth Two                       | Editor                          | Telefilme                  |
| 2005      | Absolute Power                                       | John Kennedy                    | 1 episodio                 |
| 2005      | The English Harem                                    | Ridley                          | Telefilme                  |
| 2006      | Low Winter Sun                                       | Profesor Barry Lennox           | Miniserie                  |
| 2006      | Agatha Christie's Marple                             | Cardew Pye                      | 1 episodio                 |
| 2006      | Jackanory                                            | Narrador de cuentos             | 1 episodio                 |
| 2007      | Reichenbach Falls                                    | Profesor Bell                   | Telefilme                  |
| 2007      | New Tricks                                           | Finlay McKenzie                 | 1 episodio                 |
| 2007      | Hotel Babylon                                        | Donovan Credo                   | 1 episodio                 |
| 2007      | Ronni Ancona & Co                                    | Invitado especial               | 2 episodios                |
| 2007      | Oliver Twist                                         | Sr. Sowerberry                  | 2 episodios                |
| 2009      | Margaret                                             | Geoffrey Howe                   | Telefilme                  |
| 2009      | Breaking the Mould                                   | Edward Mellanby                 | Telefilme                  |
| 2010      | Lewis                                                | Rufus Strickfaden               | 1 episodio                 |
| 2010      | Sherlock                                             | Kenny Prince                    | 1 episodio                 |
| 2010      | Just William                                         | Sr. Wellbecker                  | 1 episodio                 |
| 2011      | Outnumbered                                          | Vicario                         | 1 episodio                 |
| 2011      | Rab C. Nesbitt                                       | Haggerty                        | 1 episodio                 |
| 2011      | The Comic Strip Presents...                          | Tebbit                          | 1 episodio                 |
| 2011      | Little Crackers                                      | Dr. Edward Cole                 | 1 episodio                 |
| 2011–2012 | Skins                                                | Geoff Fitzgerald                | 2 episodios                |
| 2012      | Dead Boss                                            | Sir Humphreys                   | 1 episodio                 |
| 2012      | Shameless                                            | Padre McGinn                    | 1 episodio                 |
| 2013      | Mr Selfridge                                         | Sir Arthur Conan Doyle          | 1 episodio                 |
| 2014      | Blandings                                            | Lord Didcot                     | 1 episodio                 |
| 2014      | Doctor Who                                           | Gus                             | 1 episodio                 |
| 2014–2015 | Outlander                                            | Arthur Duncan                   | 2 episodios                |
| 2015      | Moone Boy                                            | Dr. Stephen Gnot                | 1 episodio                 |
| 2015      | Jonathan Strange & Mr Norrell                        | John Murray                     | 2 episodios                |
| 2015      | We're Doomed! The Dad's Army Story                   | Arthur Lowe                     | Telefilme                  |
| 2016      | Mid Morning Matters with Alan Partridge              | The Partridge Playhouse Players | 1 episodio                 |
| 2016      | Upstart Crow                                         | Lord Inquisitor                 | 1 episodio                 |
| 2016      | The Rack Pack                                        | Ted Lowe                        | Telefilme                  |
| 2016      | Friday Night Dinner                                  | Sr. Murray                      | 1 episodio                 |
| 2017      | Father Brown                                         | Reverendo Adam Gillespie        | 1 episodio                 |